# Colletotrichum dianellae
Colletotrichum dianellae är en svampart som beskrevs av F. Stevens & P.A. Young 1925. Colletotrichum dianellae ingår i släktet Colletotrichum och familjen Glomerellaceae.   Inga underarter finns listade i Catalogue of Life.